# Powder River County
Powder River County is een county in de Amerikaanse staat Montana. Red Cloud, een indianenleider, voerde oorlog met het Amerikaanse leger om dit gebied in handen te blijven houden. De gevechten zijn bekend als Red Cloud's oorlog waarvan het Fettermans gevecht een deel was.
De county heeft een landoppervlakte van 8.540 km² en telt 1.858 inwoners (volkstelling 2000). De hoofdplaats is Broadus.

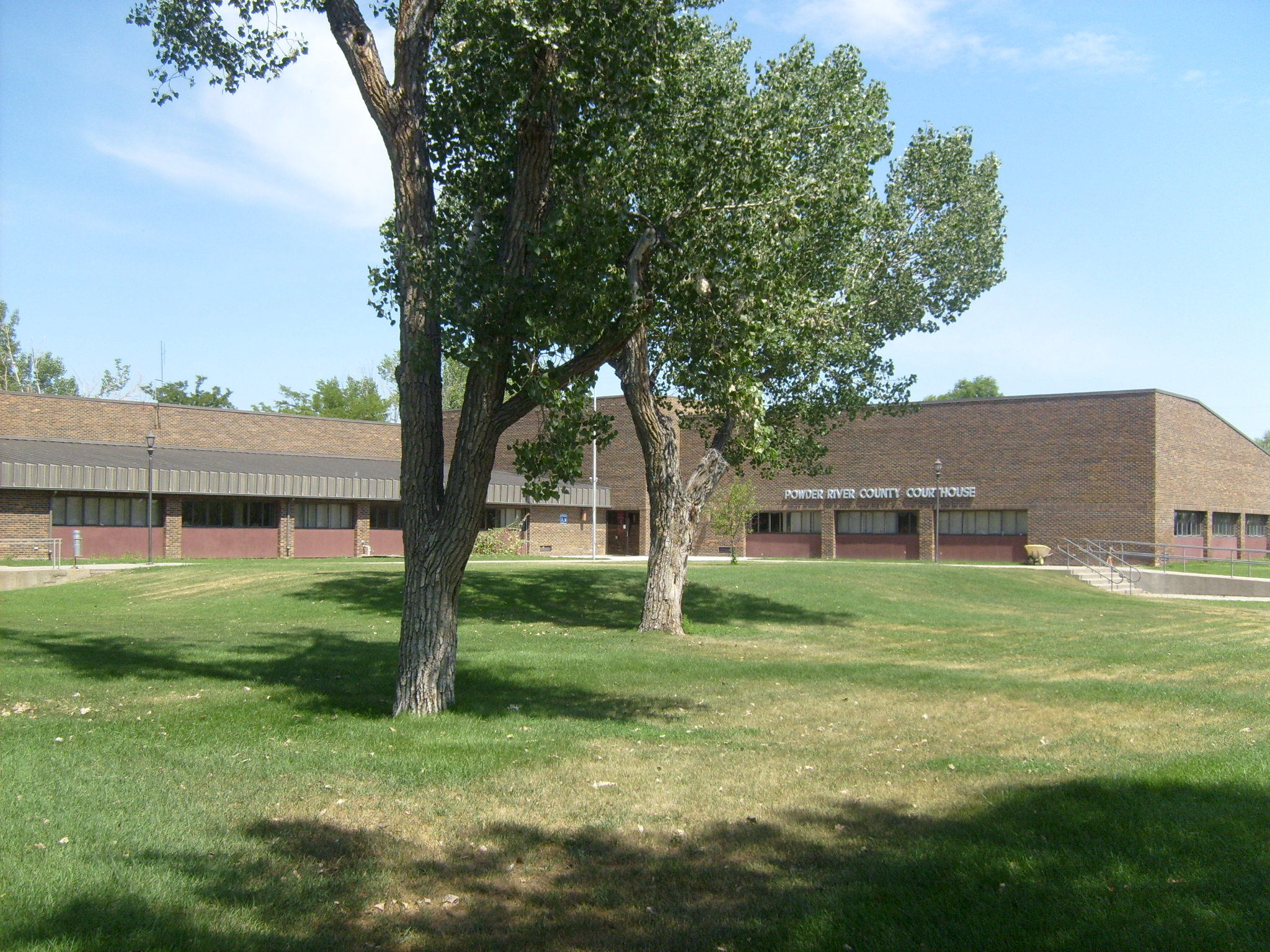
Powder River County Courthouse